# Chef de l'opposition (Territoire du Nord)
Pour les articles homonymes, voir Chef de l'opposition.
Le chef de l'opposition de Sa Majesté pour le Territoire du Nord (en anglais : Leader of Her Majesty's Opposition of the Northern Territory) est un rôle officiel habituellement occupé par le chef du deuxième plus grand parti de l'Assemblée législative du Territoire du Nord. Au cas où ce parti ou cette coalition remporterait une élection législative, le chef de l'opposition deviendrait très probablement le ministre en chef du Territoire du Nord.
Bien que l'Assemblée législative ait été créée en 1974, il n'y avait pas d'opposition parlementaire pour le premier mandat de trois ans, puisque tous les sièges étaient occupés par le gouvernement, à l'exception de deux sièges remportés par des indépendants.

## Liste des chefs de l'opposition
| No      | Chef de l'opposition | Parti   | Mandat                                |
| ------- | -------------------- | ------- | ------------------------------------- |
| 1       | Jon Isaacs           | ALP     | 21 septembre 1977 – 1er novembre 1981 |
| 2       | Bob Collins          | ALP     | 2 novembre 1981 – 18 août 1986        |
| 3       | Terry Smith          | ALP     | 19 août 1986 – 1er novembre 1990      |
| 4       | Brian Ede            | ALP     | 2 novembre 1990 – 9 avril 1996        |
| 5       | Maggie Hickey        | ALP     | 16 avril 1996 – 2 février 1999        |
| 6       | Clare Martin         | ALP     | 3 février 1999 – 26 août 2001         |
| 7       | Denis Burke          | CLP     | 28 août 2001 – 14 novembre 2003       |
| 8       | Terry Mills          | CLP     | 15 novembre 2003 – 4 fevrier 2005     |
| (7)     | Denis Burke          | CLP     | 7 février 2005 – 17 juin 2005         |
| 9       | Jodeen Carney        | CLP     | 29 juin 2005 – 28 janvier 2008        |
| (8)     | Terry Mills          | CLP     | 29 janvier 2008 – 29 août 2012        |
| 10      | Delia Lawrie         | ALP     | 29 août 2012 – 20 avril 2015          |
| 11      | Michael Gunner       | ALP     | 20 avril 2015 – 31 aout 2016          |
| 12      | Gary Higgins         | CLP     | 2 septembre 2016 – 1er février 2020   |
| 13      | Lia Finocchiaro      | CLP     | 1er février 2020 – 18 mars 2020       |
| Disputé | Disputé              | Disputé | 18 mars 2020 – 24 mars 2020           |
| (13)    | Lia Finocchiaro      | CLP     | 24 mars 2020 – 28 août 2024           |
| 14      | Selena Uibo          | ALP     | 3 septembre 2024 – présent            |

## Conflit pour la direction de l'opposition en 2020

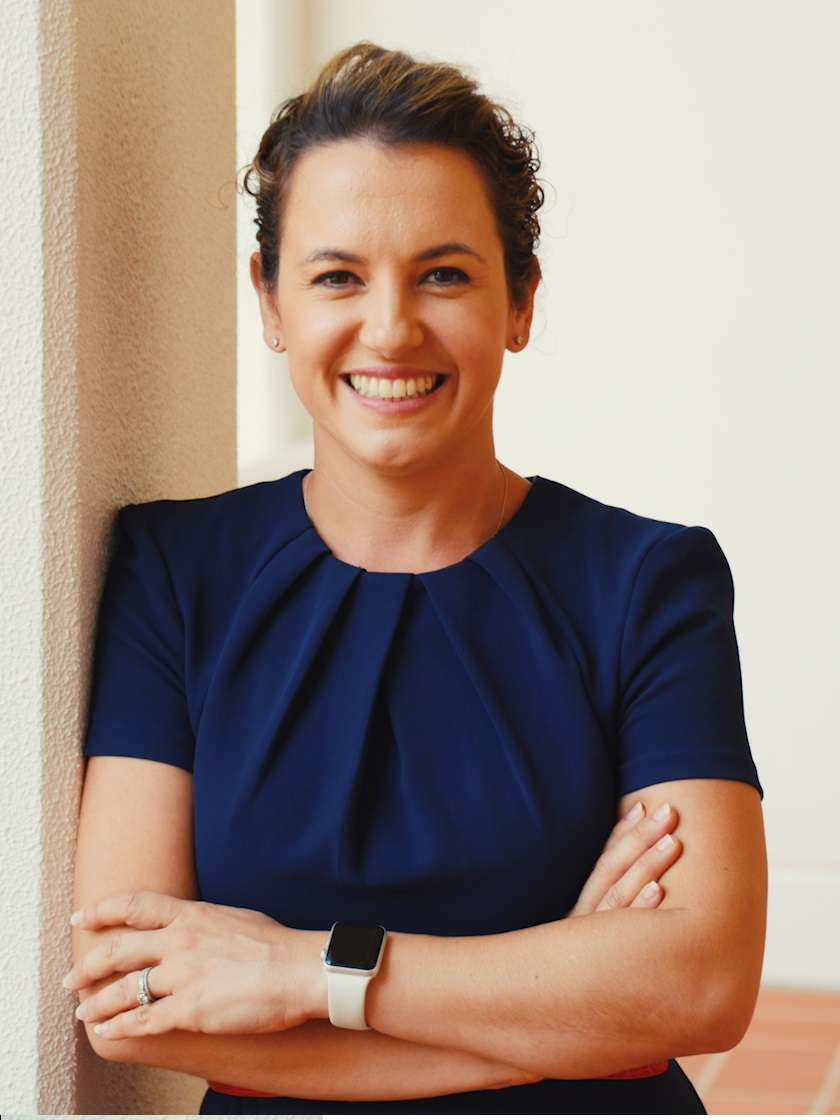
Lia Finocchiaro, chef de l'opposition de 2020 à 2024.

Le 18 mars 2020, Terry Mills affirme être devenu le chef de l'opposition au motif que l'Alliance territoriale (en) dispose désormais de trois députés contre deux pour le Parti rural libéral. L'Assemblée n'adopte pas de motion reconnaissant le changement de bureau. Le 24 mars 2020, Terry Mills présente un cabinet fantôme à l'Assemblée et est d'abord désigné comme chef de l'opposition sans motion formelle. Cependant, plus tard dans la journée, Lia Finocchiaro propose que le poste de chef de l'opposition soit déclaré vacant en l'absence d'opposition officielle, et qu'un vote secret soit organisé pour élire le chef de l'opposition. La motion est adoptée et Lia Finocchiaro remporte le scrutin par cinq voix contre trois, les députés travaillistes présents n'ayant pas pris part au vote.